# Diversidad sexual en Omán
Las personas lesbianas, gays, bisexuales y transgénero (LGBT) en Omán enfrentan desafíos legales que no experimentan los residentes no LGBT. La homosexualidad en el Sultanato de Omán es ilegal según los artículos 33 y 223 del código penal y puede castigarse con una pena de prisión de hasta tres años. En Omán, se dice que los casos solo llegan a los tribunales si se trata de un "escándalo público".

## Condiciones de vida

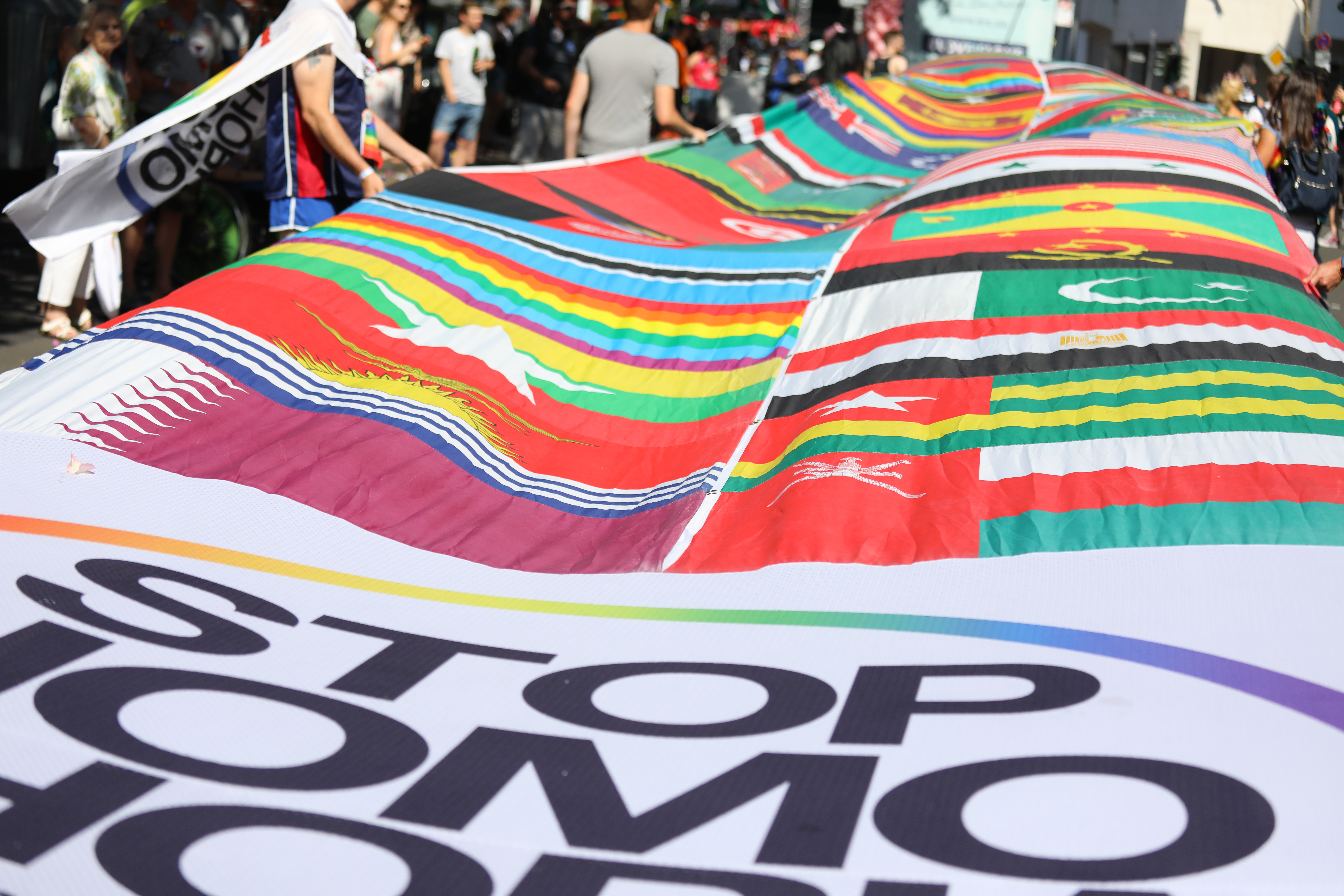
Desfile del domingo del Orgullo de Colonia 2018.

En septiembre de 2013, se anunció que todos los países miembros del Consejo de Cooperación para los Estados Árabes del Golfo habían acordado discutir una propuesta para diseñar una "prueba gay" destinada a identificar a los extranjeros homosexuales y evitar que ingresen a cualquiera de los países. Sin embargo, se ha sugerido que la preocupación por albergar la Copa Mundial de la FIFA 2022 en Catar y los temores de controversia en caso de que los fanáticos del fútbol hayan sido evaluados, hicieron que los funcionarios retrocedieran en los planes e insistieran en que era una mera propuesta.

## Movimiento por los derechos LGBT en Omán
Al igual que en otros países del Golfo, la defensa de los derechos LGBT en Omán es un acto criminal, los activistas usan las redes sociales con un alias para proteger sus identidades, con muy raras excepciones.[cita requerida]